# Raphael Alejandro
Raphael Alejandro est un acteur canadien né le 22 août 2007 à Montréal au Québec.

## Filmographie

### Cinéma
- 2014 : Dead Hearts : le jeune robot

```
* 
2014
 : 
Badge of Honor
 d'�
Agustin
 
(es)
 : Adam
```

- 2015 : Gord's Brother : Ethan
- 2016 : Un flic à la maternelle 2 : Cowboy
- 2017 : How to Be a Latin Lover : Hugo
- 2021 : Le Tour du monde en quatre-vingts jours : Passepartout
- 2021 : Baby Boss 2 : Une affaire de famille : Nathan et le bébé Ninja
- 2021 : Jungle Cruise : Zaqueu
- 2022 : Star Wars: The Old Republic - Disorder : Ri'kan
- 2024 : Les Nouveaux : Connor
- 2024 : Le Robot sauvage : Picore
- 2025 : Trapped : Caleb
- 2025 : Castle in the Clouds : Ryan
- 2025 : Fix : Riley Santos

### Télévision
- 2013 : Almost Human : Victor Haseman (1 épisode)
- 2013-2016 : Once Upon a Time : Roland (14 épisodes)
- 2014 : Odd Squad : un agent
- 2018-2024 : Camp Kikiwaka : Matteo Silva (68 épisodes)
- 2020 : Raven : Matteo Silva (1 épisode)
- 2020 : The Rocketeer : Norman Sinclair (2 épisodes)
- 2020 : Amphibia : voix additionnelles (1 épisode)
- 2020 : Mickey et ses amis : Top Départ ! : Chester (1 épisode)
- 2021-2024 : Acapulco : Hugo (30 épisodes)
- 2024 : That '90s Show : Isaac (3 épisodes)